# Roland Wagner
Roland Wagner (Drusenheim, 22 dicembre 1955) è un ex calciatore francese, di ruolo attaccante.

## Carriera
Cresciuto nelle giovanili della sua città natale, Roland Wagner esordì in Division 1 con la maglia dello Strasburgo durante la stagione 1972-73 in occasione di un match esterno contro il Bordeaux. Divenuto titolare a partire dalla stagione 1974-75, si affermò a partire dalla stagione 1976-77, segnando 14 reti in Division 2
Nella stagione 1978-79, in cui segnò 15 reti, si confermò, e contribuì fortemente alla conquista del campionato da parte della squadra alsaziana. A questo periodo risale tra l'altro la sua unica convocazione in nazionale, in una gara amichevole contro gli Stati Uniti.
Negli ultimi anni della sua carriera Wagner fu vittima di due rotture del tendine d'Achille che lo costrinsero a ritirarsi dal calcio giocato nel 1983, dopo che l'anno precedente si era trasferito al Mulhouse. Riprese la sua carriera di calciatore nel 1985, militando per due anni nel Montceau, squadra allora militante in Division 2.

## Statistiche

### Presenze e reti nei club
| Stagione          | Squadra           | Campionato        | Campionato | Campionato | Totale   | Totale |
| Stagione          | Squadra           | Campionato        | Presenze   | Reti       | Presenze | Reti   |
| ----------------- | ----------------- | ----------------- | ---------- | ---------- | -------- | ------ |
| 1972-1973         | Strasburgo        | D1                | 1          | 0          | 1        | 0      |
| 1973-1974         | Strasburgo        | D1                | 12         | 4          | 12       | 4      |
| 1974-1975         | Strasburgo        | D1                | 28         | 5          | 28       | 5      |
| 1975-1976         | Strasburgo        | D1                | 27         | 4          | 27       | 4      |
| 1976-1977         | Strasburgo        | D2                | 29         | 12         | 29       | 12     |
| 1977-1978         | Strasburgo        | D1                | 14         | 1          | 14       | 1      |
| 1978-1979         | Strasburgo        | D1                | 35         | 14         | 35       | 14     |
| 1979-1980         | Strasburgo        | D1                | 22         | 6          | 22       | 6      |
| 1980-1981         | Strasburgo        | D1                | 0          | 0          | 0        | 0      |
| 1981-1982         | Strasburgo        | D1                | 11         | 0          | 11       | 0      |
| Totale Strasburgo | Totale Strasburgo | Totale Strasburgo | 179        | 46         | 179      | 46     |
| 1982-1983         | Mulhouse          | D2                | 7          | 1          | 7        | 1      |
| 1985-1986         | Montceau          | D2                | 22         | 1          | 22       | 1      |
| 1986-1987         | Montceau          | D2                | 22         | 3          | 22       | 3      |
| Totale Montceau   | Totale Montceau   | Totale Montceau   | 44         | 4          | 44       | 4      |
| Totale carriera   | Totale carriera   | Totale carriera   | 230        | 51         | 230      | 51     |

### Presenze e reti in nazionale
| Cronologia completa delle presenze e delle reti in nazionale ― Francia | Cronologia completa delle presenze e delle reti in nazionale ― Francia | Cronologia completa delle presenze e delle reti in nazionale ― Francia | Cronologia completa delle presenze e delle reti in nazionale ― Francia | Cronologia completa delle presenze e delle reti in nazionale ― Francia | Cronologia completa delle presenze e delle reti in nazionale ― Francia | Cronologia completa delle presenze e delle reti in nazionale ― Francia | Cronologia completa delle presenze e delle reti in nazionale ― Francia |
| Data                                                                   | Città                                                                  | In casa                                                                | Risultato                                                              | Ospiti                                                                 | Competizione                                                           | Reti                                                                   | Note                                                                   |
| ---------------------------------------------------------------------- | ---------------------------------------------------------------------- | ---------------------------------------------------------------------- | ---------------------------------------------------------------------- | ---------------------------------------------------------------------- | ---------------------------------------------------------------------- | ---------------------------------------------------------------------- | ---------------------------------------------------------------------- |
| 10/10/1979                                                             | Parigi                                                                 | Francia                                                                | 3 – 0                                                                  | Stati Uniti                                                            | Amichevole                                                             | -                                                                      |                                                                        |
| Totale                                                                 |                                                                        | Presenze                                                               | 1                                                                      |                                                                        | Reti                                                                   | 0                                                                      |                                                                        |

## Palmarès
- Division 2: 1

Strasburgo: 1976-1977
- Campionato francese: 1

Strasburgo: 1978-1979